# Chiesa di Santa Maria Annunciata in Camposanto

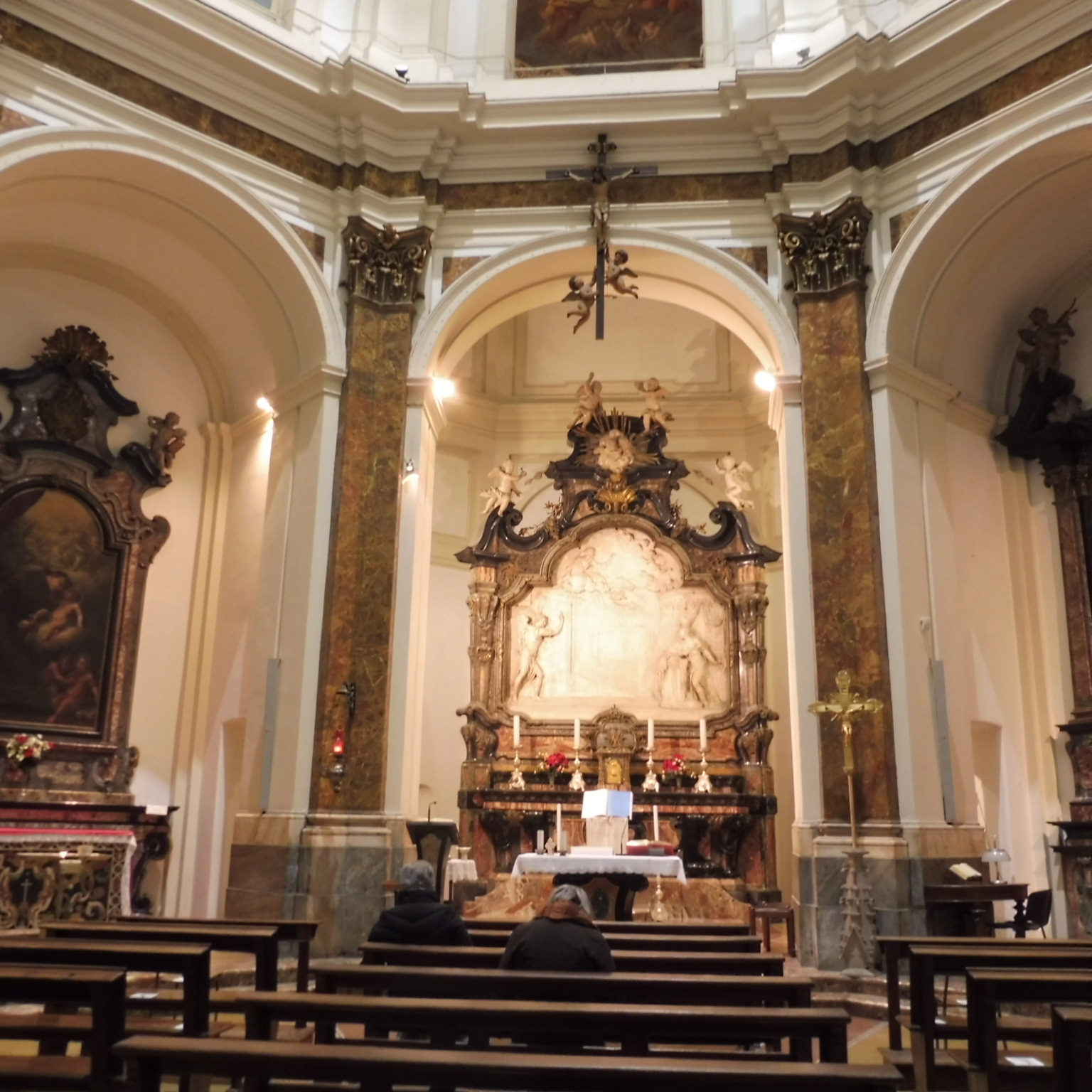
Santa Maria Annunciata in Camposanto, interno

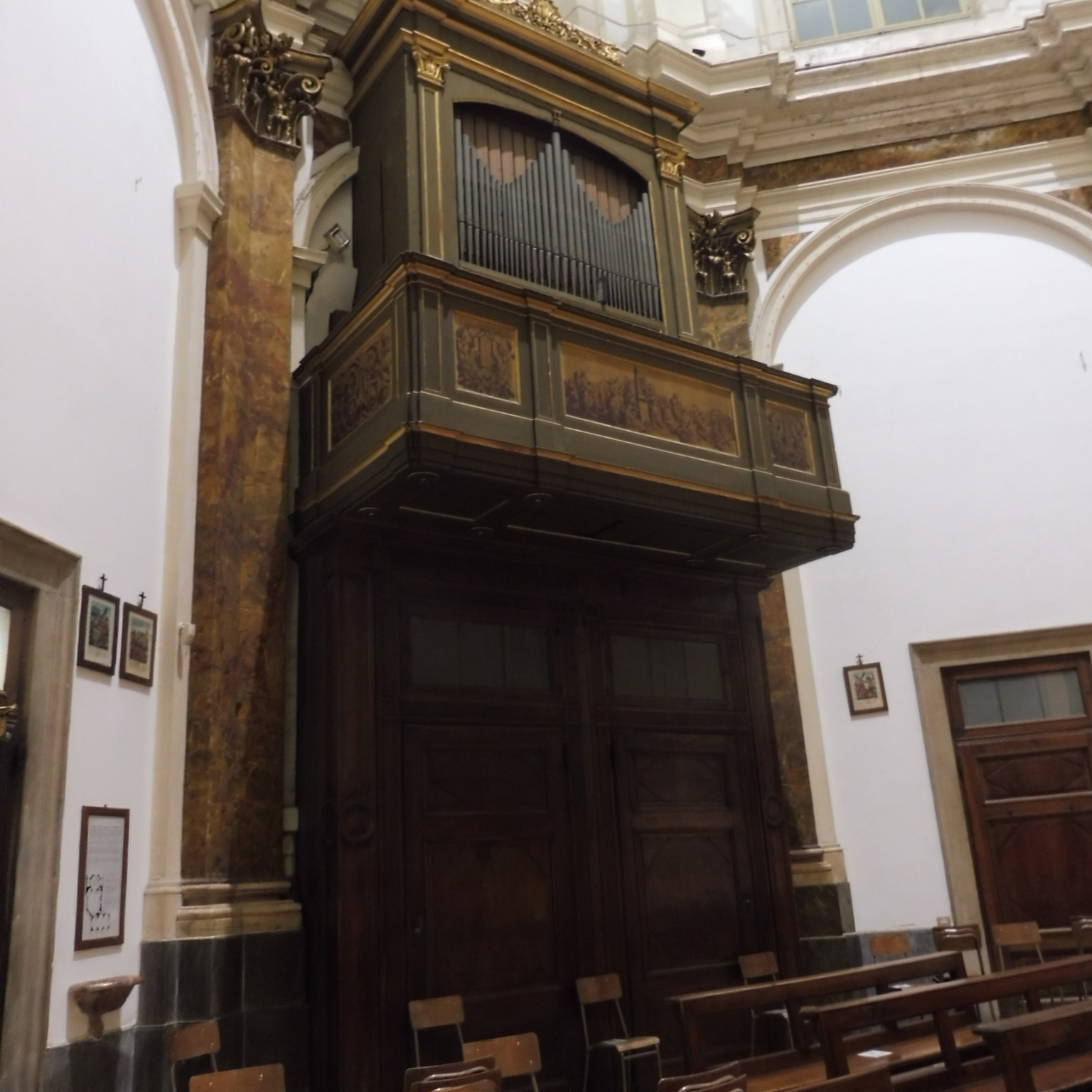
Santa Maria Annunciata in Camposanto, Organo

La chiesa di Santa Maria Annunciata in Camposanto è un luogo di culto cattolico di Milano, inglobato all'interno del palazzo della Veneranda Fabbrica del Duomo, alle spalle della cattedrale.
La chiesa cade all'interno del territorio della parrocchia di Santa Tecla nel Duomo di Milano ed è sede della cappellania giapponese a Milano.

## Storia
Di origine quattrocentesca, la chiesa di Santa Maria Annunciata al Camposanto era, originariamente, una chiesa dedicata alla Madonna situata all'interno del cimitero sorto al ridosso dell'abside del duomo nel 1395; successivamente ad una guarigione miracolosa avvenuta di fronte ad un bassorilievo raffigurante l'Annunciazione, posto all'interno del camposanto, la chiesa, che era stata costruita su progetto di Guiniforte Solari, assunse l'attuale denominazione. Nel XVI secolo le venne annessa la cassina a servizio del cantiere della Fabbrica del Duomo e, una volta che fu chiuso il cimitero, divenne la cappella degli operai della Fabbrica.
La chiesa venne completamente ricostruita a partire dal 1616 per volere dell'allora arcivescovo Federico Borromeo e completata grazie all'architetto e benefattore Aurelio Trezzi. La chiesa attuale risale alle ristrutturazioni che interessarono l'edificio nel 1740 (in tale occasione venne costruita la cupola) e nel 1846 venne inglobata nella costruzione del palazzo della Fabbrica del Duomo di Milano.

## Descrizione
La chiesa è priva di un prospetto proprio: essa infatti è integralmente inglobata all'interno del palazzo della Veneranda Fabbrica del Duomo di Milano, la cui facciata è caratterizzato dalla presenza di un orologio, che ricorda la presenza, in origine, di uno su quella della chiesa, tanto che essa era stata denominata relogii (in italiano: dell'orologio). L'ingresso avviene attraverso il portico che, con tre arcate, si apre alle spalle dell'abside della cattedrale.
La chiesa è costituita, internamente, da due ambienti ottagonali: l'aula (più vasta, con cupola illuminata da grandi finestroni, e cappelle laterali) e l'abside, preceduto da un arco a tutto sesto, ove trova luogo l'altare maggiore. Quest'ultimo ospita un grande bassorilievo marmoreo rappresentante l'Annunciazione a Maria fatta eseguire per conto del cardinale Federico Borromeo che era inizialmente destinato a decorare la lunetta della porta laterale della cattedrale milanese, nell'area oggi occupata dall'altare della Madonna dell'Albero. L'immagine è ritenuta miracolosa in quanto viene riportato il miracolo di uno storpio guarito mentre era in preghiera davanti a quest'immagine. I due altari laterali, ai lati dell'abside, sono dedicati ai santi Narbore e Felice (altare di destra) e a sant'Antonio di Padova (altare di sinistra).
Sulla cantoria in controfacciata, vi è l'organo a canne Mascioni opus 327, costruito nel 1914; a trasmissione pneumatica ed integralmente racchiuso entro cassa espressiva, dispone di 9 registri su due manuali e pedale.